# Ingobert Heieck
Ingobert Heieck OSB (* 7. Februar 1936 in Landau in der Pfalz als Hans Heieck; † 15. Juli 1993 in Kassel) war ein deutscher römisch-katholischer Ordensbruder, Gärtner und als Spezialist und Sammler von Efeu Autor mehrerer Fachbücher.

## Leben
Heieck wuchs in Maikammer als zweites Kind von Anna Heieck (geb. Leonhardt; Hausfrau) und Max Heieck (Diplomlandwirt) auf. Dort besuchte er von 1943 bis 1951 die Volksschule (heutige Johannes-Leonhardt-Schule). Im Gegensatz zu seinen Schwestern besuchte er keine weiterführenden Schulen mit anschließendem Studium, sondern ging im Anschluss an den Schulbesuch bis 1953 in der Gärtnerei der Abtei Neuburg in die Lehre zum Gärtner. 1955 arbeitete er wenige Monate in einer Gärtnerei in Bad Bergzabern. Während dieser Zeit blieb der Kontakt zum Kloster weiter bestehen und ab September 1955 folgte er seiner inneren Berufung zum Klosterleben und kehrte als Novize in die Abtei zurück, um dort zu leben und zu arbeiten. Er nahm den Ordensnamen Ingobert an und legte 1957 die Ordensgelübde ab, denen 1960 die Ewige Profess folgte. Er war weiter in der Klostergärtnerei beschäftigt. Ab 1962 besuchte er die Staatliche Lehr- und Versuchsanstalt für Gartenbau in Heidelberg-Pfaffengrund, die er mit der erfolgreichen Meisterprüfung abschloss. Im Jahr 1963 wurde ihm die Leitung der Klostergärtnerei übertragen. Die Gewächshausfläche wuchs unter seiner Leitung von 125 m² auf 1100 m². Der Schwerpunkt der Gärtnerei verlagerte sich von der anfänglichen Sicherstellung der Selbstversorgung der Abtei mit Gemüse, Schnittblumen und Topfblumen auf die Produktion von Efeupflanzen zur Vermarktung. In den 1970er Jahren wurde aus wirtschaftlichen Gründen und weil im Kloster immer weniger Mönche lebten, die Selbstversorgung mit Gartenbauprodukten durch die Klostergärtnerei gänzlich eingestellt. Bruder Ingobert erweiterte daraufhin die Gewächshausfläche auf 2300 m² und wandelte den Betrieb in einen Spezialbetrieb für Efeuanbau um.
Heiecks Interesse am Efeu wurde geweckt durch die Anfrage einer renommierten Stuttgarter Gärtnerei nach Hilfe bei der Bestimmung und auch Produktion dieser Pflanzen. Er begann in der Folgezeit sämtliche verfügbare Literatur und auch sämtliche bekannten Sorten zu sammeln. Insgesamt 522 Sorten befanden sich 1983 in seiner Sammlung. Darunter sind auch einige von ihm benannte Efeuauslesen wie beispielsweise Ritterkreuz, Stift Neuburg, Altheidelberg, Goldstern, Schimmer und Perkeo. Durch seine intensive Beschäftigung mit der Pflanze kam er in Kontakt sowohl zur britischen als auch zur amerikanischen Efeugesellschaft und reiste nach England und in die USA (1981), um Sammlungen zu sichten und an den dortigen Jahrestreffen teilzunehmen. Heieck begann ab 1961 eine umfangreiche Bibliothek zum Thema Gartenbau anzulegen. Er abonnierte sämtliche Zeitschriften rund um das Thema und archivierte sie. Daneben erstand er meist in Antiquariaten oft ganze Sammlungen mit Fachbüchern. Zum Thema Efeu gibt es nur wenige Monographien meist in englischer Sprache. Als bekannteste gilt The Ivy von Shirley Hibberd aus dem Jahre 1872; sie war weder auf dem Markt zu finden noch wäre sie bezahlbar gewesen. So sammelte Heieck sämtliche verfügbaren Teile als Kopie und archivierte diese. Ab 1976 war Heieck auch als Autor von Fachaufsätzen und Fachbüchern tätig. Sein erstes Buch Hedera-Sorten: Ihre Entstehung und Geschichte dargestellt am Sortiment der Gärtnerei Abtei Neuburg erschien 1980 und 1987 mit zwei Auflagen im Eigenverlag des Ordens. 1982 überarbeitete er das Standardwerk zum Efeu von Peter Q. Rose, welches dadurch erstmals in deutscher Sprache vom Eugen Ulmer Verlag angeboten wurde. Sein Werk Schöne Efeus erschien 1992 sowohl auf Deutsch als auch zwei Jahre später in holländischer Übersetzung. Die von ihm geplante große Efeu-Monographie konnte er nicht mehr vollenden.
Ab 1983 litt Heieck an einem Blasenleiden. Als Ursache wurde 1991 eine Krebserkrankung diagnostiziert. Daraufhin gab er die Leitung der Gärtnerei an einen seiner Schüler ab und war in der Folgezeit, soweit es aus gesundheitlichen Gründen möglich war, in der Klosterverwaltung tätig. Einen Monat vor seinem Tod im Jahr 1993 durfte Heieck noch die Gründungsversammlung der deutschen Efeu-Gesellschaft in den Räumen seiner Abtei Neuburg miterleben, welche auch auf sein Betreiben erfolgte. Diese wählte ihn zum stellvertretenden Vorsitzenden.
Am 15. Juli 1993 verstarb Heieck in einer Kasseler anthroposophischen Klinik im Beisein seines Abtes und seiner Schwestern. Bestattet wurde er in einer Gruft der Abtei.
Neben der Tätigkeit in der Gärtnerei widmete Heieck sich der Ikonenmalerei. Von der Abteigärtnerei wird heute nur noch ein Schaugewächshaus für die Sammlung von Heieck betrieben. Betreut wird dieses vom Netzwerk Pflanzensammlungen. 2013 wurden die wesentlichen Teile seiner Bibliothek, welche seit Jahren eher unbeachtet im Kloster lagerten, gesichtet und in den Bestand der Bücherei des Deutschen Gartenbaus übernommen.

## Ehrungen
Die Sorte Hedera helix ‘Bruder Ingobert’ wurde auf der Bundesgartenschau 1977 (Stuttgart) nach ihm benannt.

## Werke
Fachbücher
- Hedera Sorten – Ihre Entstehung und Geschichte dargestellt am Sortiment der Gärtnerei Abtei Neuburg. Eigenverlag Abtei Neuburg, 1980.
- mit Peter Rose: Efeu. Verlag Eugen Ulmer, 1982, ISBN 3-8001-6136-2.
- Schöne Efeus. Verlag Eugen Ulmer, 1992, ISBN 3-800-16493-0.

Schriften
- Das Efeusortiment der Gebr. Stauss, Möglingen bei Stuttgart – ein Beitrag zur Ermittlung der richtigen Sortenbezeichnung bei Efeu. Eigenverlag, 1976.

Faltblätter
- Abgeschnitten sproßt es neu. Abtei Neuburg.
- Kleiner Farbkatalog für Efeufreunde. Abtei Neuburg.